# Théophile Bovy
Pour les articles homonymes, voir Bovy.
Œuvres principales
- Li Grandiveûse (1893, théâtre)
- Le Chant des Wallons (1899, chant)

Compléments
Père de la comédienne Berthe Bovy
Théophile Bovy (aussi appelé Théo Bovy), né à Liège le 8 mars 1863 et mort à Boulogne-Billancourt le 6 juin 1937 , est un écrivain belge et un militant wallon. Il est l'auteur des paroles du Chant des Wallons mis en musique par Louis Hillier.

## Biographie
Il naît à Liège le 8 mars 1863 d'un père graveur sur arme. En 1887 naît sa fille, Berthe Bovy, qui deviendra une grande comédienne et future pensionnaire de la Comédie-Française. C'est indéniablement Théophile Bovy qui transmet ce virus de la scène à sa fille, puisqu'il la fait monter sur les planches dès l'âge de 10 ans.
Il fait ses études à l'athénée de Liège avant d'entamer un cursus en sciences à l'université de Liège. En 1885, il entame une carrière d’imprimeur et commence à écrire en français puis en wallon. Ses premières pièces, dans les années 1890, ne rencontrent pas un grand succès.
En 1892, il fonde le journal Li clabot , qu'il dirige et dans lequel il publie de nombreuses chansons sous divers pseudonymes : Djîles Pètoye, Sîzèt, L'ome-ås-hîyètes.
En 1899, le texte du Chant des Wallons remporte le concours de la Ligue wallonne, qui réclamait la création d'un hymne à la Wallonie. Il devient instantanément un chant très populaire.
De 1903 à 1906, il est rédacteur à la Wallonie Socialiste, journal quotidien liégeois.
En 1912, il quitte Liège pour rejoindre sa fille Berthe Bovy à Paris.
Après sa mort à Boulogne-Billancourt le 6 juin 1937 chez sa fille Berthe, il est enterré au cimetière de Sainte-Walburge, à Liège.

## Liste des publications imprimées
La plupart des œuvres publiées de Théophile Bovy ont été imprimées sur les presses de l'entreprise familiale. Néanmoins, elles ont connu un grand succès populaire à travers toute la région liégeoise.
- Chant
  - Li Tchant dès Walons, paroles écrites en 1899 (réédité à de nombreuses reprises)

- Théâtre
  - Li diale ès manège, Liège, impr. Bovy, 1891
  - Plaisir di Vîx, Liège, H. Vaillant-Carmanne, 1891
  - Ine mohe ès l'horloge, Liège, impr. Bovy, 1892
  - Li Flori-Bleu, Liège, impr. Bovy, 1893
  - Li grandiveuse, Liège, impr. Bovy, 1893 (réédité en 1899 et en 1922)
  - On qwårt d'heûre trop timpe, Liège, Impr. Bovy, 1893
  - Ji qwitte mi feume, Liège, impr. Bovy, 1893
  - Dièrainès brixhes, Liège, impr. du Journal Li Clabot, 1896
  - Mèlie, Liège, impr. du Journal Li Clabot, 1897
  - Mémére, Liège, impr. du Journal Li Clabot, 1901
  - ine Pîre qui rispitte, Liège, impr. du Journal Li Clabot, 1903
  - Li maisse dè l' jowe, Liège, impr. du Journal Li Clabot, 1904
  - Amour ni fait nin compte, Liège, impr. du Journal Li Clabot, 1905
  - Pierre Garnîr, Liège, impr. du Journal Li Clabot, 1905
  - Monnonke d'Amérique, Liège, impr. du Journal Li Clabot, 1906
  - Li creux d'honneur d'a Gilles Paquay, Liège, impr. du Journal Li Clabot, 1909
  - Li pårain, Seraing, impr. E. Plénus, 1912
  - Lès toûrciveûses, Liège, J. Halleux, 1912
  - A botique, Liège, impr. du Journal Li Clabot, 1922
  - Mam'zèlle, Liège, impr. Forir, 1922
  - Qwand l'amoûr tèm'tèye, Liège, F. Gillet-Jacques, 1932

- Journaux et périodiques
  - Li Clabot, hebdomadaire liégeois, paru de août 1892 à 1932

## Hommages et distinction
Un boulevard de Liège, dans le quartier Sainte-Walburge, ainsi que des rues de Ougrée et de Grâce-Berleur portent son nom.
La distinction honorifique suivante lui a été décernée :
- Chevalier de l'ordre de Léopold.